# Petras Vaitiekūnas (Pfarrer)
Petras Vaitiekūnas (* 17. Oktoberjul. / 29. Oktober 1891greg. in Kikoniai, Rajon Kupiškis; † 22. Mai 1946 in Jonava) war ein katholischer Pfarrer, Politiker und Bürgermeister von Jonava.

## Leben
Von 1907 bis 1910 bildete sich Vaitiekūnas zum Apotheker in Vilnius aus, von 1911 bis 1914 war er im Priesterseminar Kaunas, von 1917 bis 1918 studierte er in der Geistlichen Akademie Sankt Petersburg.
1914 arbeitete er als Subdiakon in Panevėžys, 1915 als Diakon in Vašokėnai, einem Gutshof in Troškūnai. 
Ab 1922 war Petras Vaitiekūnas Lizenziat des kanonischen Rechts und Pfarrer der Pfarrgemeinde Jonava. Er wurde später zum Bürgermeister von Jonava (1937–1940) gewählt.